# Largo (Florida)
Largo is een plaats (city) in de Amerikaanse staat Florida, en valt bestuurlijk gezien onder Pinellas County.

## Demografie
Bij de volkstelling in 2000 werd het aantal inwoners vastgesteld op 69.371.
In 2006 is het aantal inwoners door het United States Census Bureau geschat op 73.796, een stijging van 4425 (6.4%).

## Geografie
Volgens het United States Census Bureau beslaat de plaats een oppervlakte van
41,8 km², waarvan 40,6 km² land en 1,2 km² water.

## Plaatsen in de nabije omgeving
De onderstaande figuur toont nabijgelegen plaatsen in een straal van 8 km rond Largo.